# オリオンの炎
「オリオンの炎」（オリオンのほのお）は、2000年4月26日に発売された德永英明の28枚目のシングル。

## 解説
前作「追憶/恋心」から3ヶ月で発売されたシングル。
フジテレビ系『金曜エンタテイメント』エンディング・テーマ。

## 収録曲
全作詞・作曲：德永英明　編曲：瀬尾一三
1. オリオンの炎(5:49)
2. Live on(5:46)
3. オリオンの炎（カラオケ）(5:49)

## 主な収録アルバム
- remind
- INTROIII
- SINGLES BEST
- ALL TIME BEST Presence